# Denys Kuzyk
Denys Wiktorowycz Kuzyk, ukr. Денис Вікторович Кузик (ur. 18 września 2002 we wsi Bogdanówka, w obwodzie tarnopolskim) – ukraiński piłkarz grający na pozycji obrońcy.

## Kariera piłkarska

### Kariera klubowa
Wychowanek Szkoły Sportowej w Podwołoczyskach oraz Akademii Piłkarskiej Dynamo Kijów, barwy których bronił w juniorskich mistrzostwach Ukrainy (DJuFL). 14 września 2019 roku rozpoczął karierę piłkarską w drużynie młodzieżowej Dynamo Kijów U-21. 21 lipca 2021 został wypożyczony do Czornomorca Odessa. W styczniu 2022 piłkarz wrócił do Dynama. 4 lutego 2022 ponownie został wypożyczony, tym razem do Kołosu Kowaliwka.

### Kariera reprezentacyjna
W 2021 debiutował w młodzieżowej reprezentacji Ukrainy U-21.